# راشيل كلارك
راشيل كلارك (بالإنجليزية: Rachel Clarke)‏ مؤلفة وناشطة وصحفية وطبيبة إنجليزية متخصصة في الرعاية التلطيفية لهيئة الخدمات الصحية الوطنية.
كانت كلارك تعمل سابقًا صحفية في الشؤون الحالية، وقد عاودت العمل كطبيبة في عام 2009. بدءًا من عام 2015، كان لها صوت نشط في النزاع في المملكة المتحدة بين الأطباء المبتدئين والحكومة بشأن شروط عملهم التعاقدية، حيث ظهرت في مناقشات تلفزيونية متعددة ومقابلات. تم نشر كتابها عن الحياة كطبيبة مبتدئة في عام 2017.

## مسيرتها
درست كلارك السياسة والفلسفة والاقتصاد في جامعة أكسفورد، وعملت صحفية إذاعية قبل عملها في الطب. أنتجت وأخرجت أفلام وثائقية عن الأحداث الجارية مثل المواضيع المتعلقة بتنظيم القاعدة وحرب الخليج والحرب الأهلية في جمهورية الكونغو الديمقراطية، والمعروفة باسم حرب الكونغو الثانية. تخرجت وبدأت العمل طبيبةً مبتدئة (Junior doctor) في عام 2009.

## احتجاجات الأطباء المبتدئين
بدأ نشاط كلارك عندما سعى وزير الدولة للصحة، جيريمي هنت، لفرض عقد جديد على الأطباء المبتدئين. صعدت إلى الساحة بصفتها ناشطة سياسية وناشطة في معارضتها للعقد.